# Beierochelifer
Genre
Beierochelifer est un genre de pseudoscorpions de la famille des Cheliferidae.

## Distribution
Les espèces de ce genre se rencontrent en Europe du Sud et au Proche-Orient.

## Liste des espèces
Selon Pseudoscorpions of the World (version 3.0) :
- Beierochelifer anatolicus (Beier, 1949)
- Beierochelifer geoffroyi Heurtault, 1981
- Beierochelifer peloponnesiacus (Beier, 1929)

## Étymologie
Ce genre est nommé en l'honneur de Max Beier.

## Publication originale
- Mahnert, 1977 : Über einige Atemnidae und Cheliferidae Griechenlands (Pseudoscorpiones). Mitteilungen der Schweizerischen Entomologischen Gesellschaft, vol. 50, p. 67-74.